# Aguiluchos de Mexicali
Los Aguiluchos de Mexicali fue un equipo de béisbol que participó en la Liga Norte de México con sede en Mexicali, Baja California, México.

## Historia
Los Aguiluchos de Mexicali ingresaron a la LNM en 2012. Los Aguiluchos, además de darle fogueo a sus jugadores en desarrollo de Águilas de Mexicali de la Liga Mexicana del Pacífico, serán filial de los Vaqueros Laguna y de Broncos de Reynosa pertenecientes a la Liga Mexicana de Béisbol.

## Jugadores

### Roster actual
Por definir.